# René Hüssy
René Hüssy (Zürich, 19 oktober 1928 - 11 maart 2007) was een Zwitsers voetbalcoach en voetballer die speelde als verdediger.

## Carrière
Hüssy speelde gedurende zijn carrière voor Grasshopper en Lausanne-Sport. Hij wist in 1951 één landtitel te veroveren met Lausanne-Sport, daarnaast in 1952 en 1956 met Grasshopper. Hij wist ook drie bekers te winnen in 1950 met Lausanne , 1952 en 1956 met Grasshopper.
Na zijn spelerscarrière werd hij trainer bij FC Winterthur, Zwitserland, Grasshopper Club Zürich, FC Luzern en BSC Young Boys.
Hij werd door Sepp Blatter de FIFA Order of Merit uitgereikt in 2002, voor zijn inzet gedurende zijn hele carrière voor het voetbal.

## Erelijst
- Lausanne-Sport
  - Landskampioen: 1951
  - Zwitserse voetbalbeker: 1950
- Grasshopper
  - Landskampioen: 1952, 1956
  - Zwitserse voetbalbeker: 1952, 1956